# کلیسای جامع سنت جان، ورشو

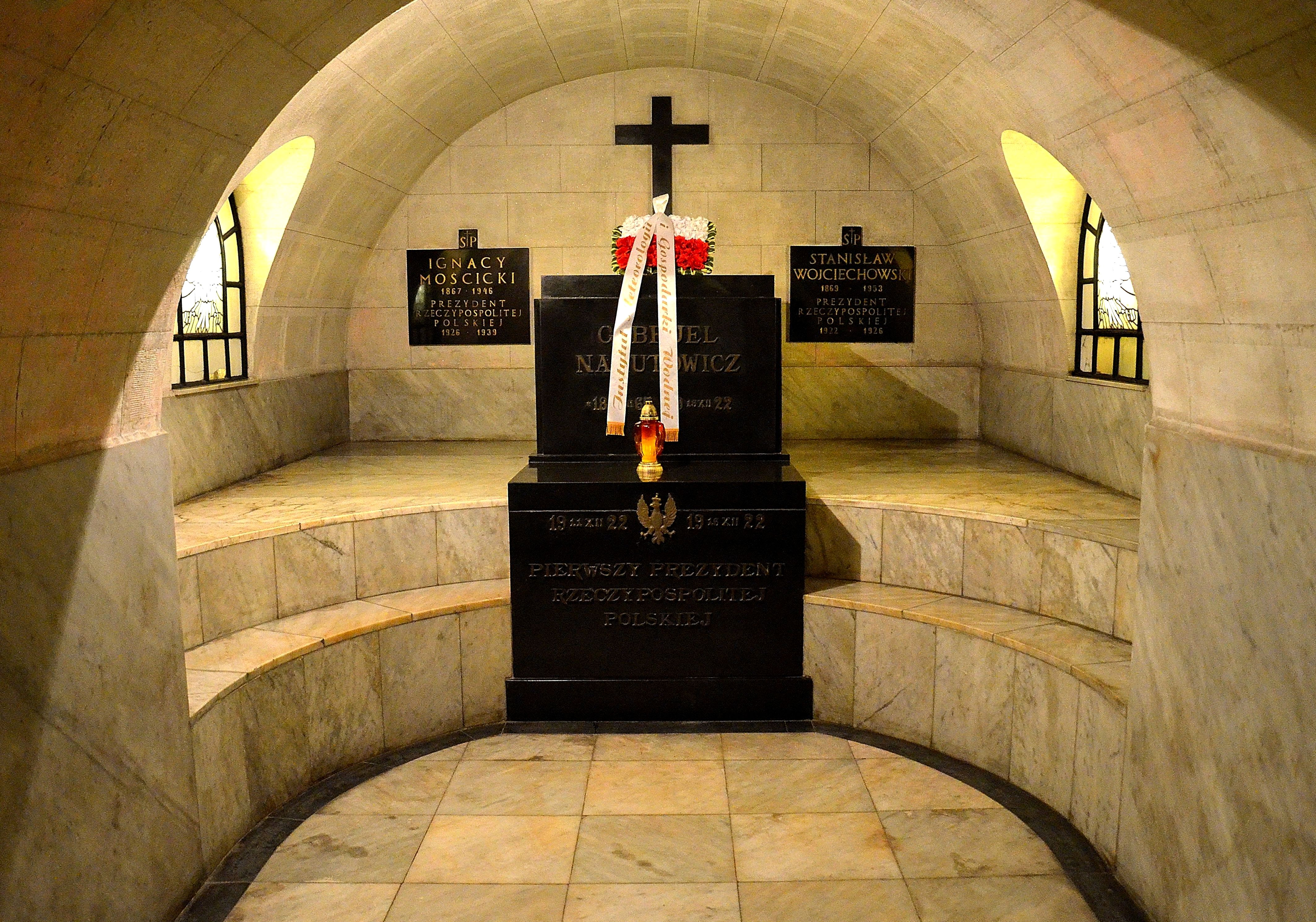
تدفین ریاست جمهوری (جمهوری دوم لهستان)

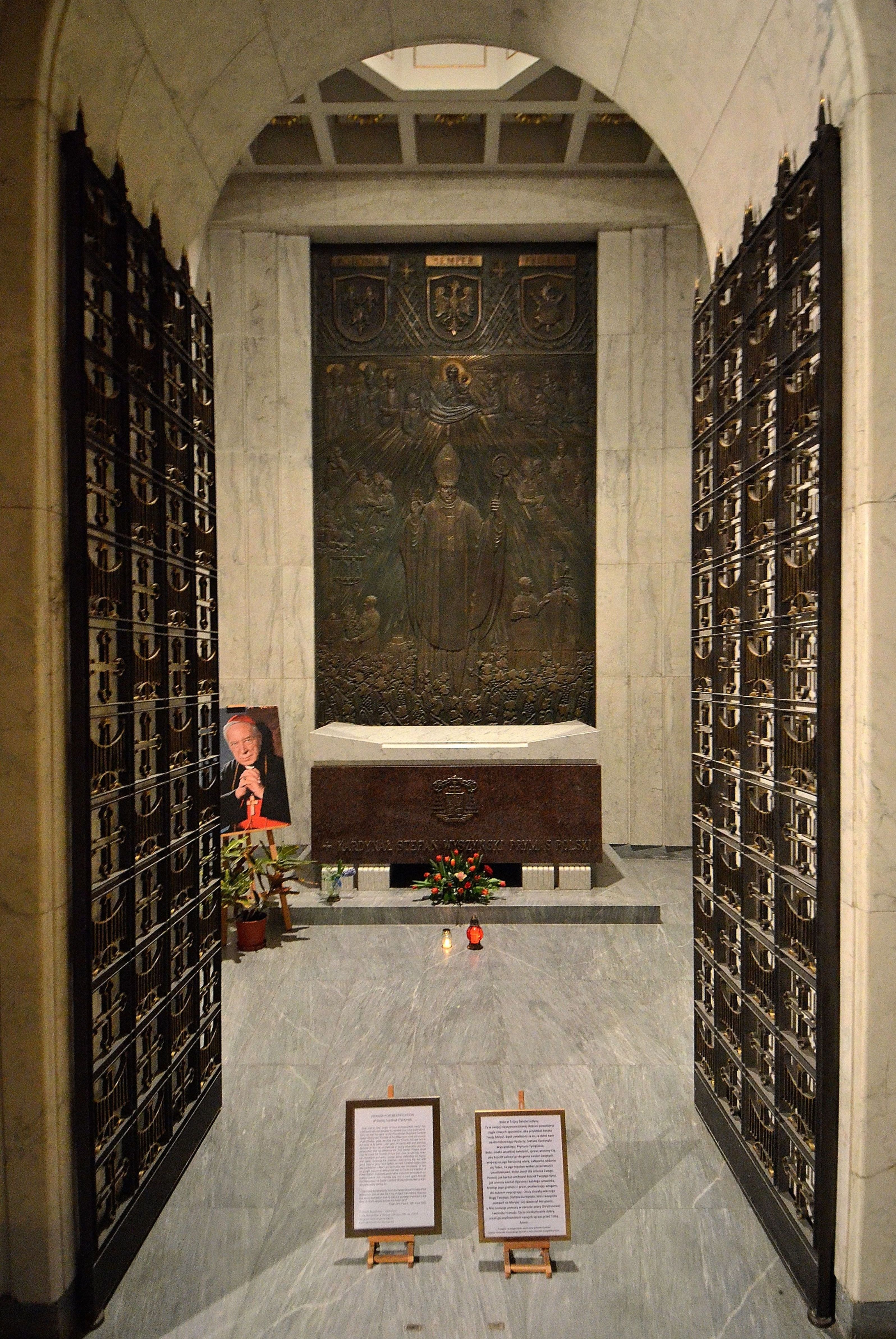
مقبره کاردینال ویسزینسکی در کلیسای جامع سنت جان

کلیسای جامع سنت جان (لهستانی: Archikatedra św. Jana w Warszawie) یک کلیسای جامع کاتولیک در ورشو، لهستان است.
این کلیسا که در سال ۱۳۹۰ میلادی تأسیس شده در جریان جنگ جهانی دوم و قیام ورشو توسط آلمان نازی در ۱۷ اوت ۱۹۴۴ مورد تخریب قرار گرفت و جز یک دیوار چیزی از آن باقی نماند، کلیسا پس از پایان جنگ مورد بازسازی قرار گرفت.

## نگارخانه

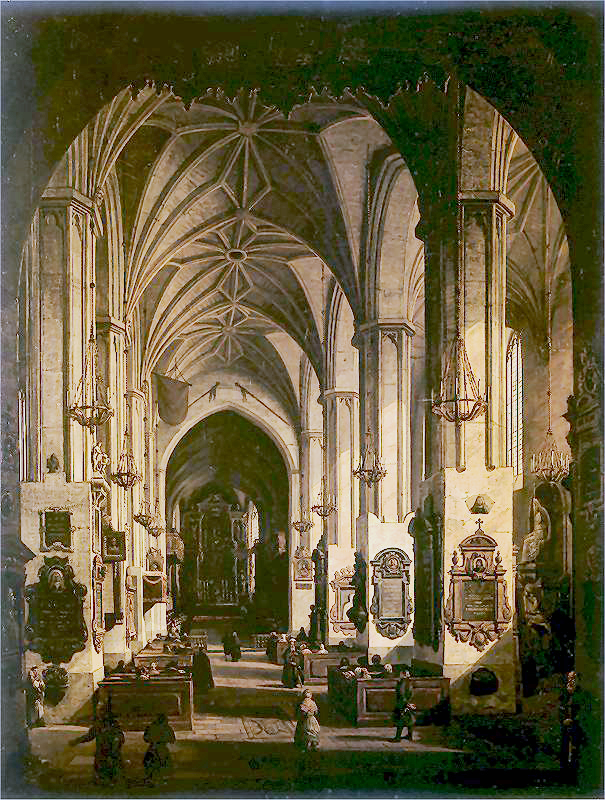
داخل کلیسا، ۱۸۳۶
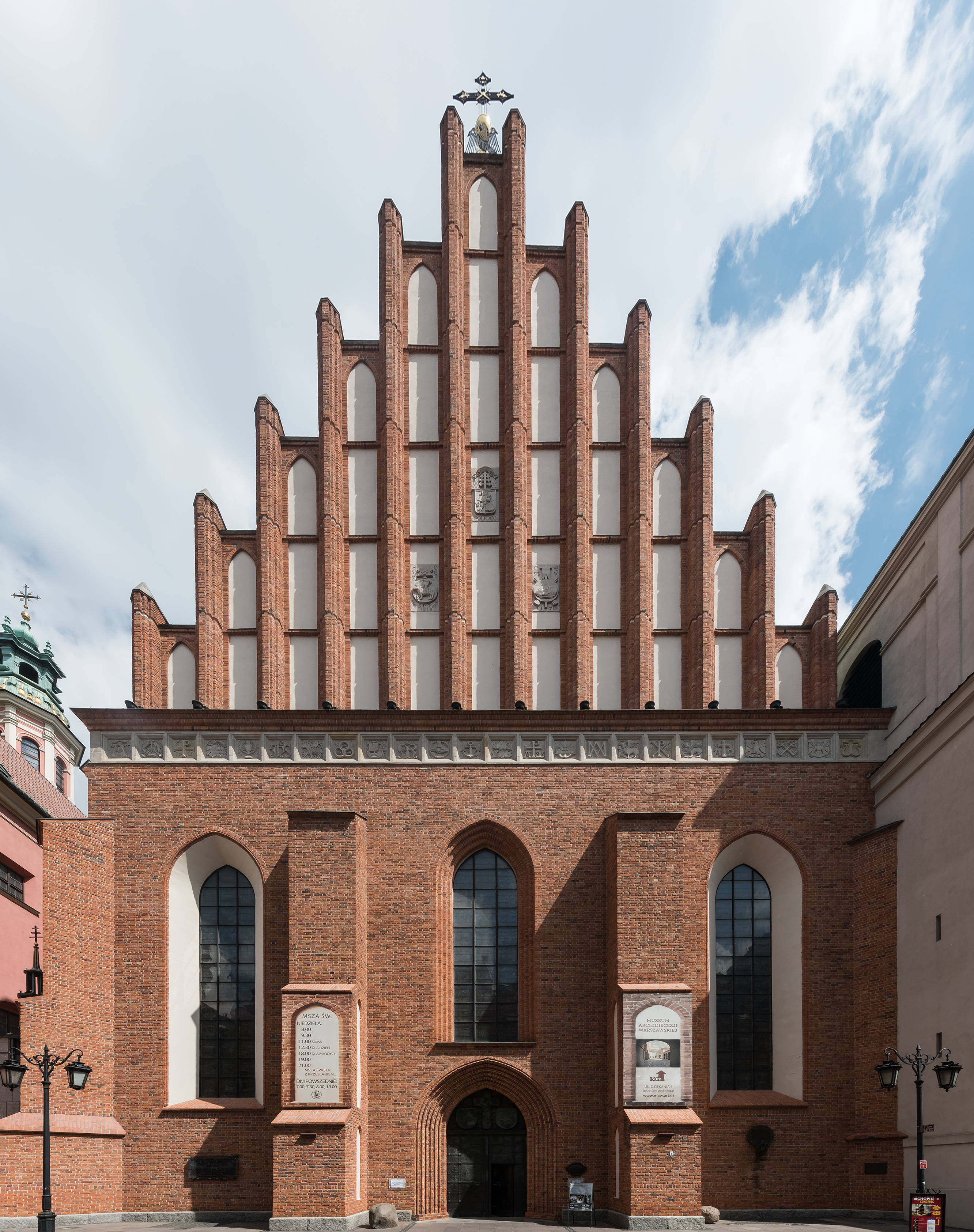
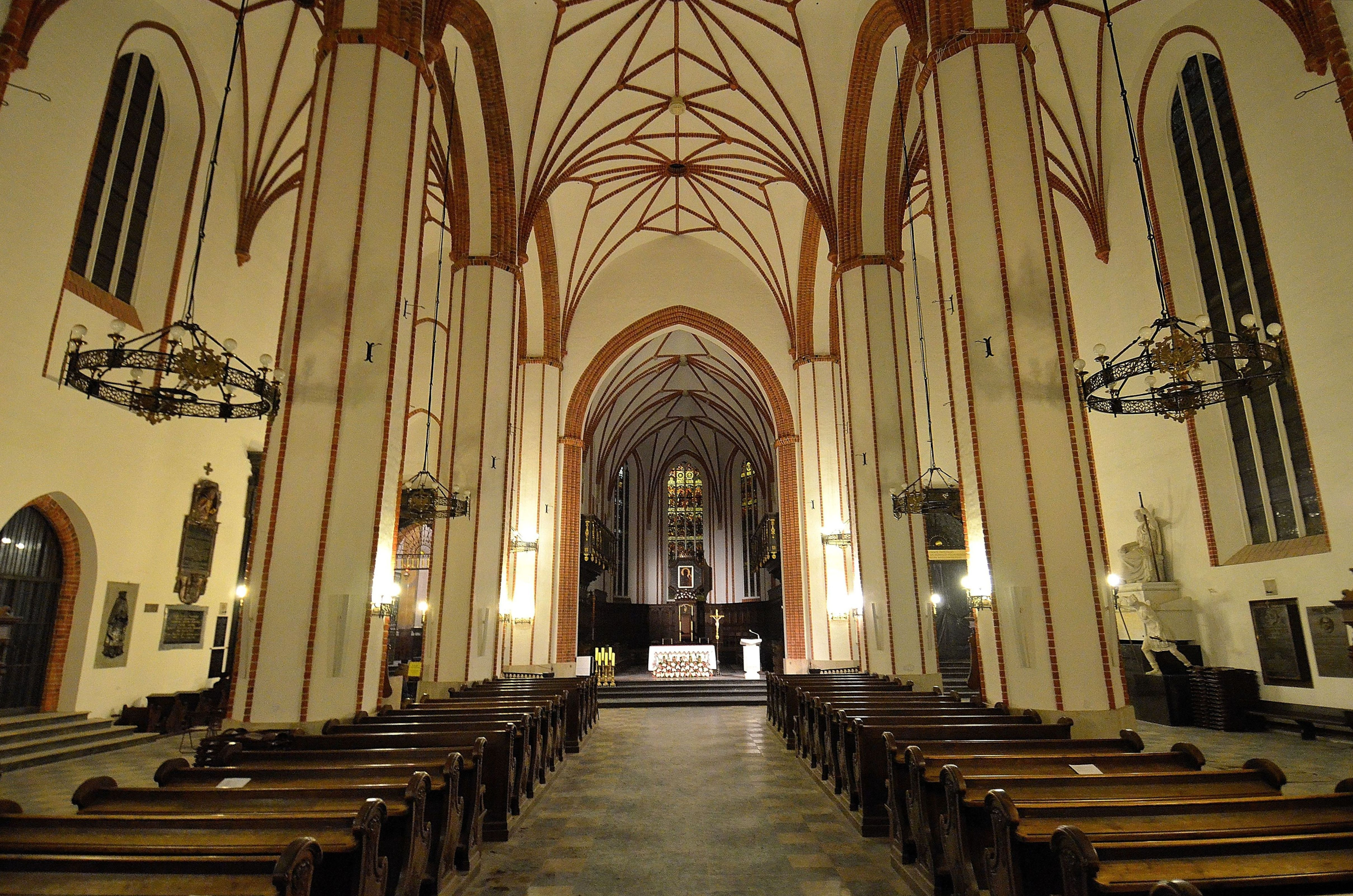
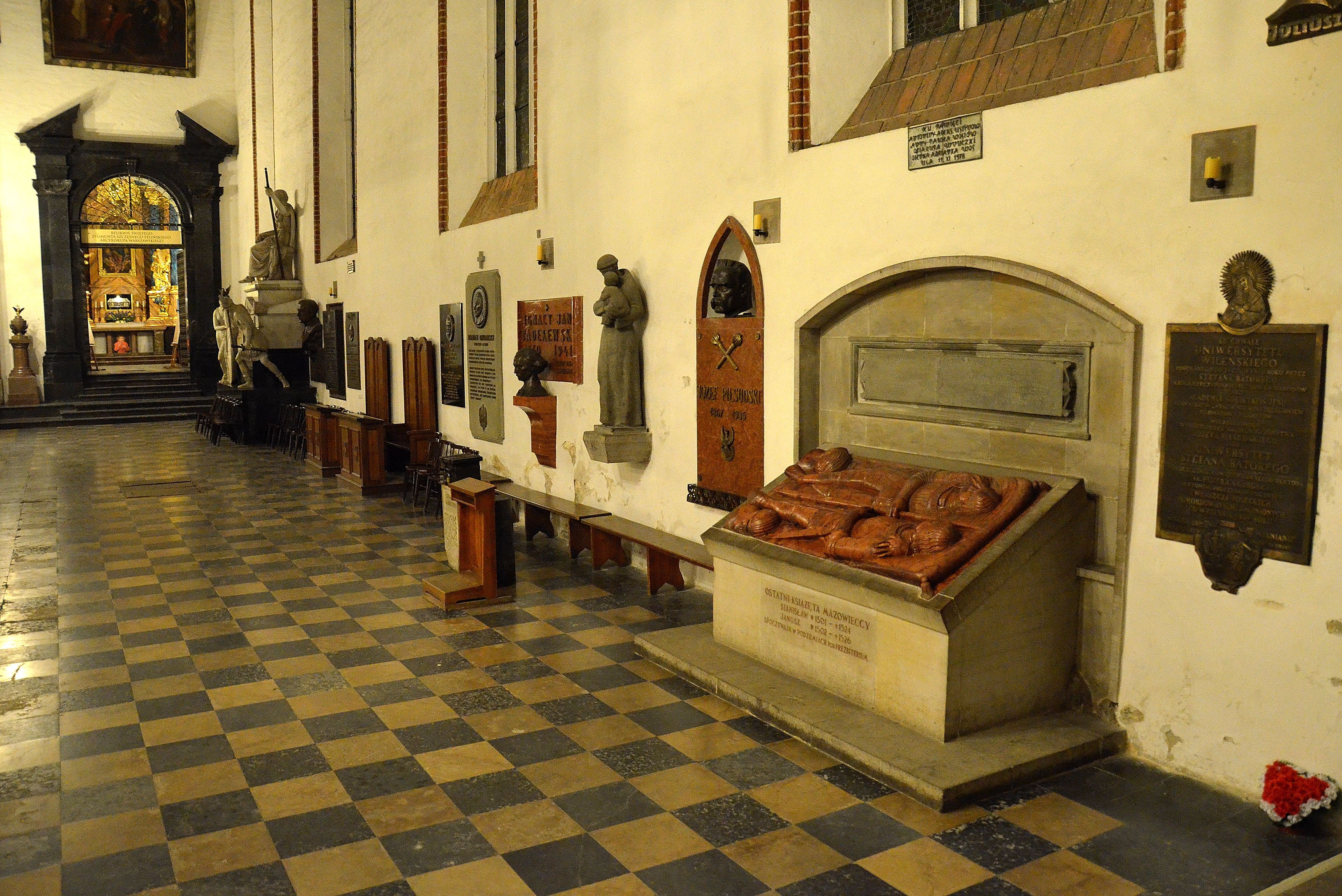